# 佟文
佟文（1983年2月1日—），中國退役柔道運動員，天津人。她在2003年至2011年间参加的5次世界柔道錦標賽和1次奥林匹克运动会上全部夺冠，是史上最具统治力的女子柔道选手之一。

## 生平

### 初出茅庐
1996年，在创建了天津柔道隊的吳衛鳳教練的劝说下，13岁、身高1.78米、128公斤的佟文加入天津队，开始练习柔道。2000年，进入国家队，当年就在亚洲柔道锦标赛上获得78公斤以上级冠军。随后几年间，她在世界柔道锦标赛、中华人民共和国全国运动会和亚洲运动会上先后取得佳绩，有多枚奖牌入账。:111:245,248
2003年，佟文收获了自己第一个世界冠军，在大阪世锦赛无差别级比赛中夺得金牌。然而，同年10月份检查出左膝十字韧带撕裂、半月板绞索，最终在年末进行手术，摘除了左膝全部半月板，因此错过了雅典奥运会。:248

### 统治赛场
手术后的佟文实力不减，2005年开罗世锦赛上，5场比赛全部不到2分钟就直接一本取胜
:226，展现出强大的统治力。之后在2006年多哈亞運會和2007年里约热内卢世锦赛上接连卫冕。
2008年，在北京奥运会上，本土作战的佟文与来自日本的卫冕冠军、老对手塚田真希争夺78公斤以上級金牌，两人此前5次交手均以佟文取胜而告终。然而在决赛中，塚田改变战术，令佟文措手不及，早早取得有效。比赛最后18秒，佟文抓住机会使出背负投，成功获得一本，逆转取胜。:102-104在同年举行的第一届世界无差别级柔道锦标赛上，再度收获冠军。

### 禁药风波
2009年鹿特丹世锦赛上，佟文再次以5个一本夺冠，但在赛后药检中被检出A瓶克伦特罗阳性。国际柔道联盟通过国际柔联执委、中国柔道协会副主席宋兆年联系佟文，希望她接受A瓶结果，换取较短的禁赛期，以期可以早日重返赛场、累积积分去参加2012年伦敦奥运会。于是，佟文给国际柔联写信，表示唯一可能摄入禁药的原因是在外用餐时吃的肉里意外含有瘦肉精，同时愿意承担责任，放弃检测B瓶。但国际柔联仍然在未通知佟文的情况下开启B瓶进行检测，结果为阳性，遂于2010年4月4日宣布判罚她禁赛两年（2009年8月30日至2011年9月1日），取消鹿特丹世锦赛成绩；且由于禁赛期长度超过6个月，即便佟文在2011年就可以恢复比赛，也已经失去了伦敦奥运会的参赛资格。
佟文随后向国际体育仲裁法庭（CAS）上诉，认为国际柔联的处罚违反了反兴奋剂规定：检验A瓶样本的机器不符合国际实验室标准；开启和检验B瓶时佟文完全不知情，未被通知也未能到场；国际柔联在整个过程中违反了一系列程序，包括给出误导性建议、未交予A瓶检验结果资料等。CAS认为第二项申诉理由成立（未明确另两项是否成立），于2011年2月裁定，B瓶样本检测结果无效，撤销国际柔联的处罚决定，佟文立即恢复比赛资格，并保留2009年世锦赛成绩和金牌。裁决书亦表示，该项裁决只针对国际柔联的程序错误问题，对佟文服用禁药问题不予判断。
国际柔联对CAS的裁决结果表示不满，但只能接受该结果。在后来的秋明世界无差别级柔道锦标赛上，佟文与国际柔联主席马里乌斯·维泽尔相互拥抱，被外界解读为已释前嫌。但截至2020年初，佟文仍未进入国际柔联名人堂。

### 重新复出
因国际柔联的禁令，佟文错过了2010年的东京世锦赛和广州亚运会，但在复出之后的2011年巴黎世锦赛上，又一次完成6场比赛全部一本的壮举，再获78公斤以上级冠军，成为第3位在世界柔道锦标赛上至少五度夺冠的女子选手（仅次于田村亮子和英格丽德·贝格芒斯）。在随后的秋明世界无差别级柔道锦标赛上，她收获了第7座世锦赛冠军，追平田村亮子的纪录，成为获得世锦赛冠军最多的柔道选手（后被男子重量级选手特迪·里内赶超）。
2012年，佟文再度出战奥运会78公斤以上級比赛，但在半決賽中負於古巴選手伊達莉斯·奧爾蒂斯，中止了世锦赛和奥运会的连续十年不败纪录，最终摘得一枚銅牌。2013年，在终于收获个人首枚全运会金牌后，结束了运动员生涯。

### 退役之后
全运会后一个月，佟文在天津结婚。退役后她转职为教练，目前还担任天津市举摔柔拳跆运动管理中心副主任（主持工作）。

## 主要比赛成绩
| 时间   | 比赛                     | 地点              | 级别         | 名次 | 注释                  | 参考来源 |
| ------ | ------------------------ | ----------------- | ------------ | ---- | --------------------- | -------- |
| 2000年 | 亚洲柔道锦标赛           | 日本大阪          | 78公斤以上级 | 冠军 |                       | :245     |
| 2001年 | 世界柔道锦标赛           | 德国慕尼黑        | 无差别级     | 季军 | 负于塞利娜·勒布伦     | [ 16 ]   |
| 2001年 | 中华人民共和国全国运动会 | 中国广州          | 78公斤以上级 | 亚军 | 负于孙福明            | [ 14 ]   |
| 2002年 | 亚洲运动会               | 韩国釜山          | 无差别级     | 冠军 |                       | :245     |
| 2003年 | 世界柔道锦标赛           | 日本大阪          | 无差别级     | 冠军 |                       | [ 17 ]   |
| 2004年 | 奥林匹克运动会           | 希腊雅典          | -            | -    | 因左膝手术未参赛      | :248     |
| 2005年 | 世界柔道锦标赛           | 埃及开罗          | 78公斤以上级 | 冠军 |                       | [ 18 ]   |
| 2005年 | 中华人民共和国全国运动会 | 中国南京          | 无差别级     | 季军 | 负于栾慧颖            | [ 19 ]   |
| 2006年 | 亚洲运动会               | 卡塔尔多哈        | 78公斤以上级 | 冠军 |                       | :246     |
| 2007年 | 世界柔道锦标赛           | 巴西里约热内卢    | 78公斤以上级 | 冠军 |                       | [ 20 ]   |
| 2008年 | 奥林匹克运动会           | 中国北京          | 78公斤以上级 | 冠军 |                       | [ 21 ]   |
| 2008年 | 世界无差别级柔道锦标赛   | 法国勒瓦卢瓦-佩雷 | 无差别级     | 冠军 |                       | [ 22 ]   |
| 2009年 | 世界柔道锦标赛           | 荷兰鹿特丹        | 78公斤以上级 | 冠军 |                       | [ 23 ]   |
| 2009年 | 中华人民共和国全国运动会 | 中国济南          | -            | -    | 开赛前因严重腰伤退赛  | [ 14 ]   |
| 2010年 | 世界柔道锦标赛           | 日本东京          | -            | -    | 因禁令未参赛          |          |
| 2010年 | 亚洲运动会               | 中国广州          | -            | -    | 因禁令未参赛          |          |
| 2011年 | 世界柔道锦标赛           | 法国巴黎          | 78公斤以上级 | 冠军 |                       | [ 24 ]   |
| 2011年 | 世界无差别级柔道锦标赛   | 俄罗斯秋明        | 无差别级     | 冠军 |                       | [ 10 ]   |
| 2012年 | 奥林匹克运动会           | 英国伦敦          | 78公斤以上级 | 季军 | 负于伊達莉斯·奧爾蒂斯 | [ 25 ]   |
| 2013年 | 中华人民共和国全国运动会 | 中国沈阳          | 78公斤以上级 | 冠军 |                       | [ 14 ]   |

## 外部連結
- 柔道生涯信息和对战成绩：judoinside.com （页面存档备份，存于）

## 資料來源
1. 1 2 3  . 中国奥林匹克委员会.   [2020-03-03]. （原始内容存档于2012-08-15）.
2. 1 2  杨澜. . 上海: 上海锦绣文章出版社. 2009. ISBN 978-7-5452-0262-5.
3. 1 2 3 4 5 6  徐江. . 上海: 上海大学出版社. 2008. ISBN 978-7-81118-360-3.
4. ↑  国家体育总局体育文化发展中心. . 北京: 中国体育年鉴社. 2007. ISSN 1006-9615.
5. ↑  宁丰(主编). . 北京: 中国社会出版社. 2009. ISBN 978-7-5087-2639-7.
6. ↑  陈嘉堃. . 北京晚报 (北京). 2009-08-31  [2020-03-03]. （原始内容存档于2021-01-17）.
7. 1 2  CAS.  (PDF). JURIS Arbitration Law.   [2020-02-28]. （原始内容 (PDF)存档于2021-01-17） （英语）.
8. 1 2  宋彬龄. . 天津体育学院学报. 2011, 26 (02): 109-113.
9. ↑  . ESPN. 美联社. 2011-02-26  [2020-03-03]. （原始内容存档于2021-03-09） （英语）.
10. 1 2  迟昕欣. . 今晚报 (天津). 2011-11-01  [2020-03-03]. （原始内容存档于2021-01-17）.
11. ↑  . 国际柔道联合会.   [2020-03-04]. （原始内容存档于2017-07-03） （英语）.
12. ↑  肖苑玫. . 腾讯体育. 2011-08-28  [2020-03-03]. （原始内容存档于2021-01-17）.
13. ↑  . worldjudoday.com. 国际柔道联合会. 2014-08-30  [2020-03-03]. （原始内容存档于2014-09-07） （英语）.
14. 1 2 3 4 5  孟凡强. . 每日新报 (天津). 2013-09-05  [2020-03-03]. （原始内容存档于2022-03-08）.
15. ↑  . 天津市体育局. 2019-12-26  [2020-11-03]. （原始内容存档于2020-11-27）.
16. ↑  . data.ijf.org. 国际柔道联合会.   [2020-03-03]. （原始内容存档于2021-01-18） （英语）.
17. ↑  . data.ijf.org. 国际柔道联合会.   [2020-03-03]. （原始内容存档于2021-01-18） （英语）.
18. ↑  . data.ijf.org. 国际柔道联合会.   [2020-03-03]. （原始内容存档于2021-01-18） （英语）.
19. ↑  . 每日新报 (天津). 2005-10-14  [2020-03-03]. （原始内容存档于2021-07-26）.
20. ↑  . data.ijf.org. 国际柔道联合会.   [2020-03-03]. （原始内容存档于2021-01-18） （英语）.
21. ↑  . data.ijf.org. 国际柔道联合会.   [2020-03-03]. （原始内容存档于2021-01-18） （英语）.
22. ↑  王靖. . 天津日报 (天津). 2008-12-23  [2020-03-03]. （原始内容存档于2021-01-17）.
23. ↑  . data.ijf.org. 国际柔道联合会.   [2020-03-03]. （原始内容存档于2021-01-18） （英语）.
24. ↑  . data.ijf.org. 国际柔道联合会.   [2020-03-03]. （原始内容存档于2021-01-18） （英语）.
25. ↑  . data.ijf.org. 国际柔道联合会.   [2020-03-03]. （原始内容存档于2021-01-18） （英语）.